# Jivamuktiyoga
Jivamuktiyoga är en yogastil som skapades 1984 av Sharon Gannon och David Life. Ordet jivamukti är taget från sanskritordet "jivanmukta" vilket betyder ungefär "väckt i detta livet" eller "befriad individ". "Jiva" på sanskrit betyder "individ", "varelse" eller "själ" och "mukti" betyder ungefär "väckt" eller "befriad" och uttrycket används som beteckning på någon som nått "upplysning" eller "blivit väckt i detta livet".
Jivamuktiyoga är en fysiskt ansträngande typ av yoga som har till mål att öka utövarnas andliga medvetenhet. Lektionerna blandar kraftfulla asana, pranayama och meditation med diskussioner om yoga och sker till stor del till musik.

## Fem principer och grundpelare
Jivamuktiyoga bygger på fem principer som lägger grunden för stilens filosofi och för varje jivamuktilektion.
De fem priciperna är:
1. Studerande av den klassiska yogans litteratur och skrifter. Litteratur som studeras inkluderar Yoga Sutra av Patanjali, Hatha Yoga Pradipika, Upanishaderna samt tal och texter av mer nutida andliga ledare och politiker.
2. Bhakti Yoga - hängivenhet, villkorslös kärlek till något som är större än oss själva.
3. Ahimsa - icke-våld, en önskan om att inte skada någon levande varelse.
4. Nadayoga - ljudets yoga,  hur ljud och musik kan påverka sinnet och medvetandet.
5. Meditation - fokusering och koncentration för att stilla sinnet och stoppa tankarna, i syfte att lyssna inåt.